# 4113 Rascana
4113 Rascana eller 1982 BQ är en asteroid i huvudbältet som upptäcktes den 18 januari 1982 av den amerikanske astronomen Edward L.G. Bowell vid Anderson Mesa Station. Den är uppkallad efter Royal Astronomical Society of Canada.
Asteroiden har en diameter på ungefär 7 kilometer och den tillhör asteroidgruppen Baptistina.